# Chopin-Akkord

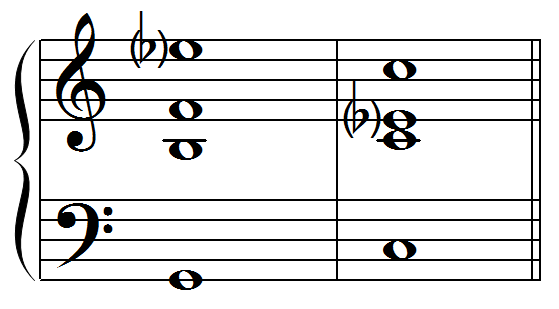
Chopin-Akkord in C-Dur (c-Moll) mit Auflösung

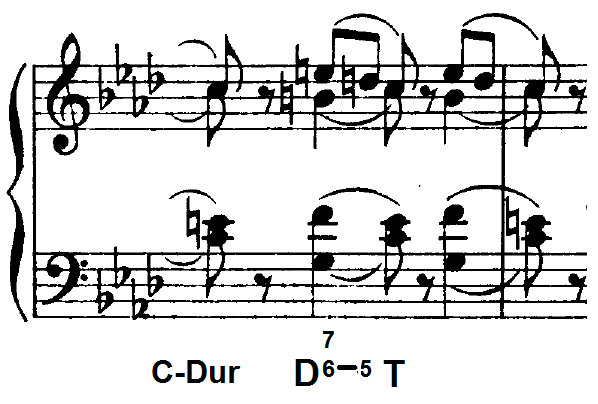
Aus Wanderbilder von Adolf Jensen

Der Chopin-Akkord ist als historisch früheste (und unvollständige) Form des Tredezimakkords ein dominantischer Akkord mit kleiner Septime und großer Tredezime (bzw. Sexte, daher auch Chopin-Sexte) anstelle der Quinte. In der Grundtonart C-Dur lauten seine Töne demnach g-h-f-e; in der Grundtonart c-Moll wird die tonleitereigene kleine Tredezime verwendet, so dass die Töne g-h-f-es lauten.
Die Auflösung zur Tonika verläuft bei den Tönen g, h und f wie beim Dominantseptakkord, also
- g im Bass geht zum Grundton c
- h als Leitton löst sich in den Grundton c auf
- f als kleine Septime löst sich in die Tonika-Terz e bzw. es auf

Wie auch bei der Auflösung des Dominantseptakkords gilt, dass der Leitton am Ende einer Kadenz auch nach unten geführt werden darf, um einen vollständigen Schlussakkord zu erhalten. Dies gilt insbesondere auf dem Klavier, wo die Eigenständigkeit der Stimmen weniger klar ist als etwa im Chorsatz.
Die speziell im Chopin-Akkord vorkommende Tredezime wird wie die durch sie ersetzte Quinte behandelt und geht somit nach unten zum Grundton. Vom Klang her besonders charakteristisch ist der hier entstehende Sprung. Hierdurch unterscheidet sich die typische Verwendung des Chopin-Akkords von der „regulären“ Behandlung als Sextvorhalt vor der Quint, wie sie in dem nebenstehenden Beispiel von Adolf Jensen vorliegt.
Das folgende Beispiel aus der F-Dur-Ballade op. 38 zeigt eine besonders extensive Verwendung des Chopin-Akkords: